# Aspalathus acanthiloba
Aspalathus acanthiloba är en ärtväxtart som beskrevs av Rolf Martin Theodor Dahlgren. Aspalathus acanthiloba ingår i släktet Aspalathus och familjen ärtväxter. Inga underarter finns listade i Catalogue of Life.